# Max Andersson (Politiker)

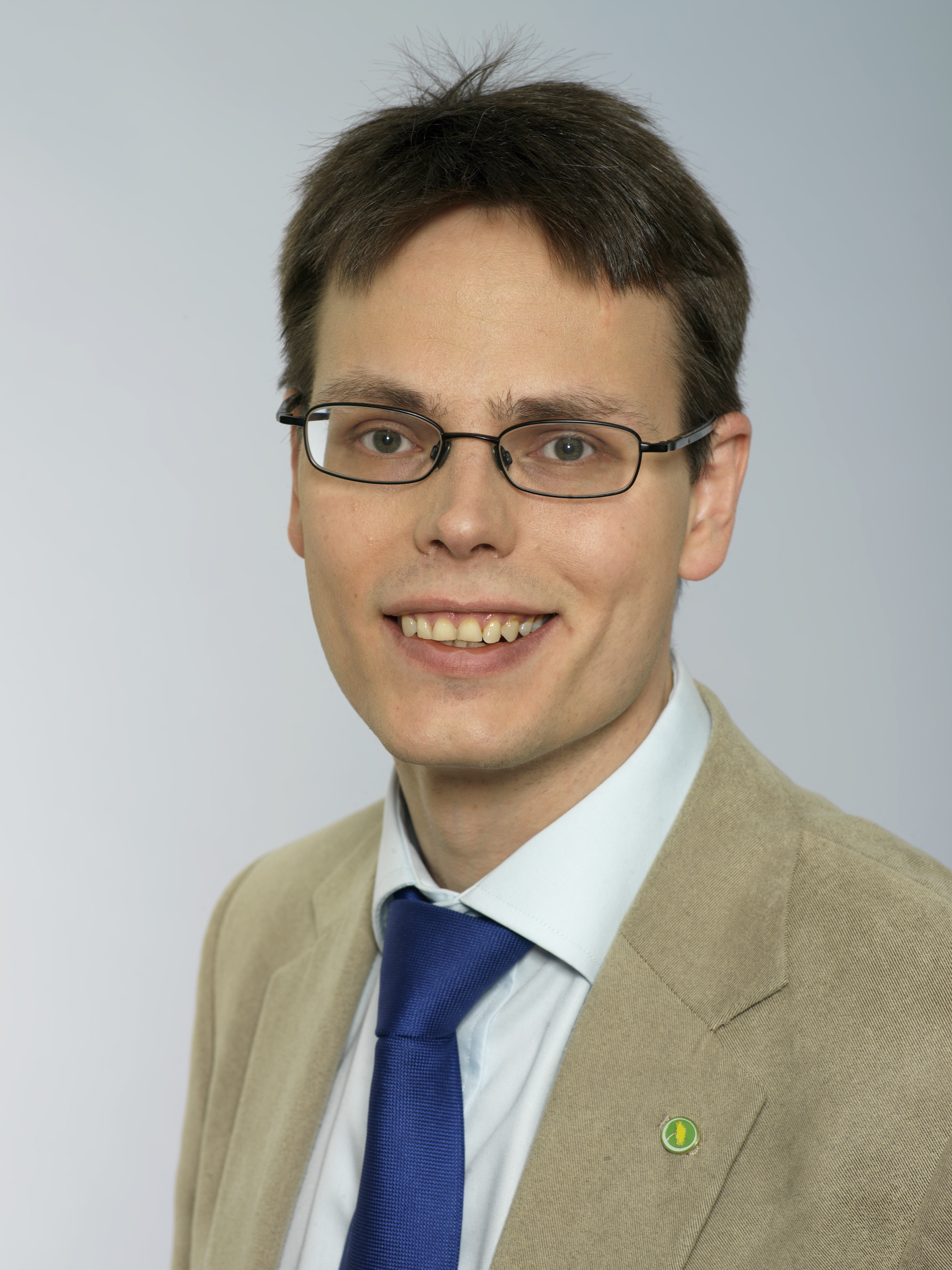
Max Andersson, 2008

Max Andersson (* 26. Oktober 1973 in Solna) ist ein schwedischer Politiker, der u. a. den Grünen (Miljöpartiet de Gröna) angehörte.

## Leben
Max Andersson war von Oktober 2006 bis Oktober 2010 war er für den Wahlkreis Göteborg Mitglied des Schwedischen Parlaments. Er war u. a. stellvertretendes Mitglied im Justizausschuss, im Verfassungsausschuss und Ausschuss für auswärtige Angelegenheiten. 
Seit Juli 2014 ist er Mitglied des Europäischen Parlaments und war für die 8. Wahlperiode bis zu seinem Ausscheiden am 1. Juli 2019 Mitglied der Freien Europäischen Allianz. In dieser Zeit war er bis zu seinem Ausscheiden Mitglied des Rechtsausschusses. Zusätzlich war er vom 14. Juli 2014 bis 31. Januar 2017 in der Delegation für die Beziehungen zur Volksrepublik China.
Er verließ aus Protest an der Klima- und Sozialpolitik die Grünen und schloss sich 2019 der neu gegründeten Partiet Vändpunkt an.
Später schloss er sich dem Projekt Skiftet an, welches sich gegen den Lobbyismus einsetzt. In diesem Rahmen gründete er 2024 das sogenannte Klägget – granskningsinstitut för demokratin (Überprüfungsinstitut für Demokratie).